# Dégi János
Dégi János (Budapest, 1965. július 21. –) magyar színész, rendező, író és producer. Dégi István színművész és Kóródy Ildikó dramaturg, forgatókönyvíró fia.

## Életútja
Dégi János színészcsaládból származott, apja Dégi István színész, anyja Kóródy Ildikó dramaturg és forgatókönyvíró. Hároméves korában szülei elváltak, édesanyja nevelte fel. Általános és középiskolai tanulmányait Budapesten végezte, érettségi vizsgája után a Színművészeti Főiskolán tett felvételi vizsgát, nem vették fel, díszletező munkásnak ment a budapesti Katona József Színházba. Anyja nem csinált ebből nagy gondot, otthon volt a színészek világában, tudta, hogy sok színész nem is végzett felsőfokú tanulmányokat a Színművészetin, vagy éppen díszletező munkásként kezdték a pályát, mint például Zsámbéki Gábor. Dégi János hamar megkedvelte a Katona József Színházat, fiatalon ott szeretett volna színész lenni, éppen ezért 1986-ban felvételizett újra a Színművészetire, amikor Zsámbéki Gábor és Székely Gábor indított osztályt, felvételt is nyert, de másodéves korában átvette őt saját osztályába Szinetár Miklós, mivel fiatal tanár korában Dégi János apját is ő tanította.
Dégi János színészi diplomájának kézhez vétele után, 1990-ben megalapította Bereményi Gézával a XL. Színházat, ez a színház fél évig működött. A továbbiakban tudatosan vidéki színházakba szerződött. Békéscsabán, Miskolcon, majd a Szegedi Nemzeti Színházban játszott. Szegeden a Hosszú út az éjszakába Edmondját játszotta, amikor a darab bemutatója előtt telefonált anyja, aki apja tragikus halálhírét közölte. A Hosszú út az éjszakába sikert aratott, több díjat is kaptak az előadások. Szegedről Debrecenbe ment játszani, közben elvégezte az újságíró iskolát a Komlósi Média Stúdióban (KOS) 1995/1996-ban. Végül újra visszaköltözött Budapestre, első házassága ekkorra már tönkrement. 1998-tól több mint 10 éven át az MTV-nél és a TV2-nél volt szerkesztő. 2000-2001-ben az IKON Stúdió producere volt. 2006-ban Zsámbéki Gábor révén játszott a Katona József Színházban, Térey János Kazamaták című drámájában értelmiségi forradalmár szereplőt alakított. A darabot Gothár Péter rendezte. A 2010-es években végleg búcsút intett a színészetnek. 2013-ban második feleségét, Kóczé Angéla szociológust tanítani hívták az Észak-Karolina-i Wake Forest Egyetemre, s vele ment férje, s kisfiuk, Jónás. Dégi Jánosnak Amerika nem volt ismeretlen, 1984-ben anyjával töltött ott pár hónapot New York-ban, de nem "disszidáltak", nem maradtak kint. Jelenleg Amerikában darabokat ír, s azok felolvasó esteken vagy színházakban kerülnek bemutatásra. 2014-ben a bostoni maratonon elkövetett merénylet ihlette színdarabírásra. Színházi darabok írója, rendezője, producere, olykor színésze is.

## Filmszerepei
- Henrik Ibsen: A vadkacsa (szín., magyar színházi felv.) (TV film)
- Hét lepedő /rendező: Horváth Edina Viktória
- Csapd le csacsi! /rendező: Tímár Péter
- Sztálin menyasszonya /rendező: Bacsó Péter
- Napló Apámnak Anyámnak /rendező: Mészáros Márta
- Vakvilágban /rendező: Gyarmathy Lívia
- Ha már itt a tél /rendező: Szőnyi G. Sándor
- Kismaszat és a Gézengúzok /rendező: Markos Miklós
- A három testőr Afrikában /rendező: Bujtor István
- Helló Doki! /rendező: Bacsó Péter
- Barátom Petőfi /rendező: Szász János

## Filmrendező
- 2012 Parti Nagy Lajos - I am F (filmetűd) rendező
- 2009 Lehajtott fejjel ült tovább (filmetűd) rendező
- 2008 Amit hoztál (filmetűd) rendező

Május Arpinoban (filmtetűd) rendező
- 2005 Olimpiának indult... (dokumentumf.) (TV film) dramaturg

Ittzés Ádám (szín., magyar dokumentumf.) rendező
- 2003 Menuhin's Dream (szín., belga dokumentumf.) rendező
- 2002 Másodosztály (szín., magyar dokumentumf.) rendező

Például Angéla (szín., magyar dokumentumf.) rendező
- 2001 Iskola dráma -dokumentumfilm /rendező-producer/

A láthatatlan ház (Lénárd Sándor portréfilm) /konzultáns/
Péchy Simon - hittörténeti etűd /rendező/
Tata - dokumentumfilm /szerkesztő - rendező/
- 2000 Nagyapa a Don-kanyarnál - dokumentumfilm /rendező/

Madárház - dokumentumfilm /szerkesztő/
Kispesti autórestaurátor - dokumentumfilm /szerkesztő/
Afrikai bevándorlók - dokumentumfilm /szerkesztő - rendező/
Cigány Színház - dokumentumfilm /szerkesztő - rendező/
Gilvánfa - dokumentumfilm /rendező/
Party TV - ifjúsági magazin /szerkesztő - rendező/
- 1999 Tetovált Paradicsom - ismeretterjesztő dokumentumfilm sorozat /forgatókönyvíró/

Józsefvárosi Tanoda - dokumentumfilm /szerkesztő/
Hakni - dokumentumfilm /szerkesztő/
Ádám és Irén - dokumentumfilm /szerkesztő - rendező/
Alagút u. 3. - dokumentumfilm /szerkesztő - rendező/
- 1998 Minutum - ismeretterjesztő etűdsorozat /szerkesztő - rendező/

Pörgés - kulturális híradó /szerkesztő - rendező/
- 1997 Ez Tiszta Hawaii - ismeretterjesztő dokumentumfilm sorozat /forgatókönyvíró/
- 1996 Magyarok Cselekedetei: Latinovits Zoltán - ismeretterjesztő etűdsorozat /szerkesztő/

## Színházi rendező
- 2008 Dégi István: Ne bántsatok tisztulok! / szerkesztő, rendező, producer
- 2009 Balczó-Bellus-Eskulits-Jónás-Kovács-Szabó: Önkéntes Vakok / rendező, producer
- 2010 Magyar versek és japán haikuk: Szamuráj Credo / rendező, producer Cervinus Teatrum Szarvas közös produkció
- 2015 Eriek Verpale Olivetti 82 / rendező
- 2015 Erdős Virág dialóg - Roma Holokauszt emlékezete / színész, rendező

## Színházi szerepei
Vizsgaelőadások SZFE
- Brecht: Kurázsi mama – Stüszi (rendező: Mácsai Pál)
- Mrozek: Emigránsok – AA (rendező: Félix László)
- Goldoni: Chioggai csetepaté – Tökárus (rendező: Zsámbéki Gábor)
- Molière: Tartuffe – Lojális úr (rendező: Csiszár Imre)
- Peter Weiss: Mockinpot – Wurst (rendező: Dávid Zsuzsa)

Vígszínház
- Spiró-Másik: Ahogy tesszük (rendező: Márton László)

Nemzeti Színház
- Csurka: Döglött aknák – ápoló (rendező: Iglódi István)

Játékszín
- Vajda Katalin-Vajda Anikó: Így játszunk mi (rendező: Salamon Suba László)

Békés Megyei Jókai Színház
- Vörösmarty: Csongor és Tünde – Duzzog (rendező: Tasnádi Márton)
- Wasserman: Száll a kakukk.... – Billy (rendező: Gergely László)
- O Neill: Utazás az éjszakába – Edmund (rendező: Balikó Tamás)
- Leroux: Az Operaház fantomja (rendező: Tasnádi Márton)
- Bernstein: West Side Story – Baby John (rendező: Tasnádi Márton)
- Tersánszky-Csemer-Szakcsi Lakatos: Szidike lakodalma – Askara (rendező: Csemer Géza)
- Csukás- Bergendy: Bohóc az egész család.... – Postás (rendező: Gergely László)
- Eisemann-Szilágyi: Én és a kisöcsém – Dr Sas (rendező: Bajor Imre)

Miskolci Nemzeti Színház
- Shakespeare: Othello – Rodrigo (rendező: Galgóczy Judit)
- Molière: Úrhatnám polgár – Cleonte (rendező: Árkosi Árpád)
- O Neill: Utazás az éjszakába – Edmund (rendező: Lukáts Andor)

Szegedi Nemzeti Színház
- O Neill: Utazás az éjszakába – Edmund (rendező: Lukáts Andor)
- Wesker: Konyha (rendező: Lukáts Andor)
- Weöres: A holdbéli csónakos – Vitéz László (rendező: M Kecskés András)
- Szép Ernő: Vőlegény – Rudi  (rendező: Balikó Tamás)
- Spiró: Csirkefej – Srác (rendező: Galgóczy Judit)
- Shakespeare: Szenivánéji álom – Lysander (rendező: Árkosi Árpád)

Debreceni Csokonai Színház
- Ödön von Horvath: Mesél a bécsi erdő – Alfréd (rendező: Bal József)

Zsámbéki Nyári Színház
- Bulgakov: Mester és Margarita – Hontalan Iván (rendező: Beatrice Bleont)
- Csehov: Lakodalom (rendező: Beatrice Bleont)
- Shakespeare: III. Richárd – Grey (rendező: Bagó Bertalan)

Katona József Színház
- Papp-Térey: Kazamaták – Hörömpő (rendező: Gothár Péter)
- Ibsen: A vadkacsa – Flor (rendező: Ascher Tamás)

Szarvasi Vizi Színház
- Pozsgai-Gulyás: Tessedik – Fekete ruhás (rendező: Gergely László)

## Drámák
- 2012 Dégi János - Bereményi Géza - Cseh Tamás: Frontátvonulás / színpadi változat 2013 Dégi János - Jim Jarmusch: Connecting People / író
- 2013 Dégi János - Janikovszky Éva: Égig érő fű / színpadi változat
- 2014 Dégi János: Boston Marathon / író
- 2015 Dégi János: Megagan's Marathon